# Banc Premier Thomas
Le banc Premier Thomas (en anglais First Thomas Shoal, en philippin  Bulig Shoal, en vietnamien Bãi Suối Ngà, en mandarin Xinyi Jiāo (en sinogramme traditionnel 信义礁)), est un atoll des îles Spratleys en mer de Chine méridionale, à 29 milles marins (54 km) au sud du banc Second Thomas. L'atoll est revendiqué par plusieurs nations.

## Histoire
L'atoll est l'un des trois nommés d'après Thomas Gilbert, capitaine du Charlotte (en) :
- Banc Premier Thomas - 9° 19′ N, 115° 56′ E (au sud du banc Second Thomas)[2] ;
- Banc Second Thomas - 9° 44′ N, 115° 52′ E (sud-est du récif Mischief)[2] ;
- Banc Troisième Thomas - 10° 54′ N, 115° 56′ E (nord-est de l'île plane - à une certaine distance au nord du banc Second Thomas)[3].